# Оденсе (стадіон)
Стадіон «Оденсе» або «EWII Парк» (дан. Odense Stadion, EWII Park) — футбольний стадіон у місті Оденсе, Данія, домашня арена ФК «Оденсе».

## Історія
Стадіон побудований та відкритий 1941 року як перша футбольна арена Данії. До 1996 року зазнавав незначних ремонтних робіт. 1959 року розширено північно-східну трибуну. У 1965 році встановлено систему освітлення та реконструйовано основну трибуну. Протягом 1996—1997 років здійснено капітальну реконструкцію арени, у ході якої споруджено чотири нові трибуни із сидячими місцями. В результаті реконструкції стадіон став найсучаснішою ареною у країні. У 2004 році встановлено систему обігріву поля. 2005 року, в результаті розширення трибун та облаштування VIP-сектора, стадіон приведено до вимог УЄФА. Арена має потужність 15 761 глядач, 13 990 з яких забезпечені сидячими місцями.
Арена має оригінальну назву «Оденсе». Також поширеним є прізвисько «Фолкетс Театер» («Народний Театр»). Протягом 2005–2010 стадіон носив комерційну назву «Фіонія Парк», пов'язану зі спонсорською угодою, укладеною із компанією «Fionia Bank». У 2010–2016 роках мав ім'я «ТРЕ-ФОР Парк», пов'язану з комерційною угодою із енергетичною компанією «TRE-FOR». У 2016 році арену перейменовано на «EWII Парк» у зв'язку із ребрендингом спонсора «TRE-FOR» та зміною його назви на «EWII».
Стадіон входить до спортивного комплексу «Оденсе Ідроттспарк» та належить комуні Оденсе, однак VIP-сектор перебуває у власності компанії «Odense Sport & Event».
Окрім футбольних матчів на арені проводять концерти та інші культурні заходи.